# Коган, Александр Валерьевич
Александр Валерьевич Коган (род. 15 апреля 1980 года в Душанбе, Таджикская ССР) — российский поп-певец, композитор, музыкант, киноактёр. Лауреат премий «Золотой граммофон» (2013, 2014), RU.TV (2015), «Песня года» (2013, 2014, 2015). Заслуженный артист Республики Дагестан (2021).

## Биография
Родился 15 апреля 1980 года в городе Душанбе (Таджикистан). В возрасте 6 лет вместе с семьей переехал в Москву. В 1990 году его отца — Валерия Когана — направляют работать в штаб-квартиру ООН в Нью-Йорке. Семья временно уезжает в США.

## Образование
Учился в Америке — с 1995 по 1998 год в колледже Woodside Priory (Калифорния), затем в университете Джорджа Мейсона (Виргиния). По образованию — политолог. Играет на фортепиано и гитаре.

## Музыкальная карьера
Александр Коган, по собственным словам, начал интересоваться игрой на фортепиано в семь лет. Первые наброски сольных работ под фортепиано написал в 14 лет. В 18 лет он собрал первую музыкальную группу. Совмещал учёбу и творчество; во время получения высшего образования играл в музыкальном коллективе, выступал на студенческих мероприятиях. Объездил с гастролями многие американские города. Среди песен на английском языке — «Baby You’re An Astronaut», «Leaving Tomorrow Behind», «I Will».
После окончания университета возвращается в Москву. В 2001 году начинает работать с Аллой Пугачевой; она же придумала ему псевдоним Кристиан Ако. На тот момент заметного успеха не последовало.
С 2004 по 2010 годы — сольная карьера, в ходе которой Когану удалось поработать с американскими продюсерами Уолтером Афанасьевым и Дэвидом Фостером и отыграть сольный концерт в Нью-Йорке. Американский журнал New York Magazine охарактеризовал этот период как «безуспешные попытки начать потрясающе плохую рок-карьеру на отцовские миллионы». В этот же период Коган вёл переговоры с лейблом Sony Music, а после их провала создал собственный лейбл — Moon On Fire Organization.
В 2011 году Коган начинает сотрудничать с российским композитором и продюсером Виктором Дробышем. В результате совместной работы появляется сингл «Кто придумал мир». Песня приносит Когану первый «Золотой граммофон». Далее последовали ещё композиции «Кто кого бросил», «Я жду звонка» (совместно с Михаилом Гуцериевым).
В 2012 году знакомится с Хулио Иглесиасом на концерте в Нью-Йорке. В 2013 году Хулио Иглесиас приглашает Александра открывать его концерты в России и на Украине: в Москве, Санкт-Петербурге, Ростове-на-Дону, Днепропетровске (ныне Днепр) и других городах. По завершении турне Хулио Иглесиас предложил продолжить сотрудничество в рамках мирового турне. Александр Коган открывал концерты в Ирландии (Дублин), Великобритании, США, Израиле, Канаде, Голландии, Южной Америке.
В качестве почётного гостя Александр Коган выступал на фестивале «Славянский базар» в Витебске и на международном конкурсе молодых исполнителей «Новая волна» в 2013 и в 2014 годах Юрмале, а также в 2015 и в 2016 годах в Сочи. В 2014 году в качестве специального гостя выступил на концерте Kremlin Gala «Звезды балета XXI века».
Между гастролями работал над своим дебютным альбомом с продюсером Виктором Дробышем. В 2013 вышел сингл «Кто кого бросил», который принес ему второй «Золотой граммофон».
В марте 2015 года выпустил дебютный сольный альбом «Я жду звонка». В ноябре 2015 года состоялся первый гастрольный тур по центральной России.
В сентябре 2016 года Александр Коган снял клип на песню «Счастье»[значимость факта?].
В 2018 году Александр Коган представил сингл «Моя страна, моя команда», посвящённый Чемпионату мира по футболу 2018. Премьера сингла состоялась в начале марта на «Авторадио».
В 2020 году стал автором проекта «Бессмертные песни великой страны» — музыкального марафона, приуроченного к 75-летию Победы в Великой Отечественной войне. Проект внесен в реестр «Год памяти и славы». Марафон начался с концерта в Государственном Кремлёвском дворце. Одно из выступлений состоялось 9 мая в Волгограде на Мамаевом кургане. Концерты также прошли в Смоленске и Туле.

## Дискография
- 2015 — «Я жду звонка»[31].

## Награды и премии
2013 год:
- «Золотой граммофон» — песня «Кто придумал мир»[32].
- «Песня года» — песня «Кто придумал мир»

2014 год:
- «Золотой граммофон» — песня «Кто кого бросил»[33].
- «Песня года» — песня «Кто кого бросил»

2015 год:
- Премия канала RU.TV (победитель в номинации Dolce Vita)[34][35][36].
- «Песня года» — песня «Я жду звонка»

2017 год:
- Интернет-премия - «Золотой Хит» — песня «Счастье»

2021 год:
- Заслуженный артист Республики Дагестан

2024 год:
- Интернет-премия - «Золотой Хит» — песня «Я с тобой»

## Видеография
| Год  | Клип                      | Режиссёр                   | Альбом         |
| ---- | ------------------------- | -------------------------- | -------------- |
| 2002 | «Девушка моей мечты»      | Ирина Миронова             | без альбома    |
| 2003 | «Любовь-палач»            | Фёдор Бондарчук            | без альбома    |
| 2008 | «I Will»                  | Scott Speer                | без альбома    |
| 2009 | «You Live in My Head»     | Honey                      | без альбома    |
| 2009 | «Leaving Tomorrow Behind» | Sean Ellis                 | без альбома    |
| 2013 | «Кто придумал мир»        | Алексей Потапенко          | «Я жду звонка» |
| 2014 | «Кто кого бросил»         | Алан Бадоев                | «Я жду звонка» |
| 2014 | «Я жду звонка»            | Георгий Тоидзе Илья Смолин | «Я жду звонка» |
| 2015 | «Если бы не ты»           | Аслан Ахмадов              | «Я жду звонка» |
| 2016 | «Счастье»                 | Юрий Волев                 |                |
| 2017 | «Я с тобой»               | Иван Бурлаков              | «Я ищу Тебя»   |
| 2018 | «Моя страна, моя команда» | Алексей Голубев            |                |

## Актёрская карьера
В 2013 году Александр Коган появился на экране в небольшой роли певца из России в фильме «Защитник» голливудского режиссёра Боаза Якина.
Кроме того, Коган выступал на театральной сцене — в театре «Русская песня» под руководством Надежды Бабкиной он исполнил роли в спектаклях «Омут любви» и «Калина красная».